# 伊雷娜·德古蒂埃内
伊雷娜·德古蒂埃内（1949年6月1日—）立陶宛政治人物，保守派祖国联盟成员，1999年她曾两次代理立陶宛总理。1996年到2000年曾担任社会保障及劳动部长。
1978年德古蒂埃内毕业于维尔纽斯大学，获得医学学位。随后近二十年在维尔纽斯红十字医院工作，1994年担任卫生部副部长。1996年，她被选为立陶宛议会议员，2000年连任。2009年9月15日当选为议长，2012年9月14日卸任。